# Albert Michant
Albert Michant était un nageur et un joueur de water-polo belge.

## Biographie
Albert Michant représente la Belgique pour l'épreuve des équipes en water-polo lors des Jeux olympiques de 1900 et 1908 où il est représenté avec neuf autres joueurs du Brussels Swimming and Water-Polo Club. Il remportera la médaille d'argent pour cette discipline lors des deux éditions,,,. Il est gardien de but.